# Amina Lawal
Amina Lawal Kurami (1973) es una mujer nigeriana. En marzo de 2002, un tribunal de la Sharia islámica en Funtua (estado de Katsina, norte de Nigeria) la sentenció a muerte por lapidación por adulterio, por concebir un hijo fuera del matrimonio. El padre del niño no fue procesado por falta de pruebas.
Su condena fue anulada y volvió a casarse. 

## Proceso por adulterio
«Baobab por los Derechos Humanos de la Mujer», una ONG con sede en Nigeria, se encargó de su caso, que fue defendido por abogados formados tanto en leyes seculares como en la ley de la Sharia. Los abogados de Amina incluían a Hauwa Ibrahim, una importante abogada de derechos humanos conocida por su acción pro bono a gente condenada por la Sharia.
En la fructuosa defensa de Amina Lawal, los abogados se valieron del concepto de «embarazo de larga duración», argumentando que, según la ley de la Sharia, es posible un intervalo de cinco años entre la concepción humana y el nacimiento.
Desde Nigeria, la respuesta oficial en 2003 fue que ningún tribunal dio orden de lapidar a Amina Lawal. Los informes de que se ordenó que fuera lapidada como consecuencia de una orden del Tribunal Supremo recibieron la siguiente respuesta:

En todos los sentidos, este informe es totalmente falso. El Tribunal Supremo de Nigeria ni siquiera ha visto el caso, por lo que la cuestión de dictar sentencia o ratificar la sentencia de muerte no se plantea [...] La embajada condena firmemente este infundado y malintencionado informe pensado para ridiculizar el sistema judicial nigeriano y la imagen del país ante la comunidad internacional. No hay atisbo de verdad en la presentación.

El asunto destapó tensiones civiles y religiosas entre las regiones cristianas y musulmanas de Nigeria. La sentencia también provocó indignación en Occidente, y se lanzaron varias campañas con el propósito de convencer al Gobierno de Nigeria de que revocara la sentencia. Varias candidatas del concurso de belleza Miss Mundo, cuya celebración iba a tener lugar en Nigeria en 2002, se retiraron del certamen para protestar por el tratamiento a Amina Lawal. El talk show estadounidense The Oprah Winfrey Show emitió un reportaje especial y animó a los telespectadores a que enviaran correos electrónicos de protesta al embajador nigeriano en Estados Unidos. Se enviaron en torno a 1,2 millones de correos electrónicos.
El 25 de septiembre de 2003, la sentencia de Lawal fue revocada por el Tribunal de Apelación de la Sharia, obteniendo la libertad. Los cinco jueces del jurado afirmaron que no se le dio una «oportunidad amplia para defenderse a sí misma» en los procedimientos anteriores.